# Simona Kóšová
Simona Kóšová (* 27. März 1992 in Komárno) ist eine ehemalige slowakische Volleyballspielerin.

## Karriere
Kóšová begann ihre Karriere in ihrer Heimatstadt beim VK Komárno. 2006 wechselte sie zum slowakischen Erstligisten Slávia Bratislava. Mit dem Verein gewann die Mittelblockerin 2008 die slowakische Meisterschaft. Nach dem zweiten Platz in der folgenden Saison wurde Bratislava mit Kóšová 2010 und 2011 erneut Meister. 2011 nahm die Junioren-Nationalspielerin mit der slowakischen Auswahl an der Weltmeisterschaft in Peru teil, bei der die Mannschaft von Marek Rojko den siebten Platz belegte. Mittlerweile gehört Kóšová zur A-Nationalmannschaft. 2014 wurde sie vom deutschen Bundesligisten Ladies in Black Aachen verpflichtet. Dort traf sie auf den bekannten Trainer Rojko und zwei Mitspielerinnen aus der Nationalmannschaft. Mit Aachen erreichte sie 2015 das Finale im DVV-Pokal, das mit 2:3 gegen Allianz MTV Stuttgart verloren ging. 2016 wechselte Kóšová innerhalb der Bundesliga zum 1. VC Wiesbaden. Nach der Saison 2018/19 beendete Simona Kóšová ihre Karriere und übernahm beim 1. VC Wiesbaden die Position als Teammanagerin.